# Wagner Rosário
Wagner de Campos Rosário (Juiz de Fora, 24 de novembro de 1975) é um auditor e ex-militar brasileiro. Foi ministro-chefe da Controladoria-Geral da União de 2017 a 2022, durante os governos de Michel Temer e Jair Bolsonaro. Atualmente é secretário da Controladoria-Geral do Estado de São Paulo.
Servidor de carreira da Controladoria-Geral da União, desde 2009 é auditor federal de Finanças e Controle e foi secretário-executivo da pasta entre agosto de 2016 até março 2017. Foi, também, capitão do Exército.

## Carreira
Iniciou a carreira no Exército Brasileiro em 1992 até chegar ao posto de Capitão. Após passar no concurso público para Auditor Federal de Finanças e Controle em 2008, tomou posse em 2009. 

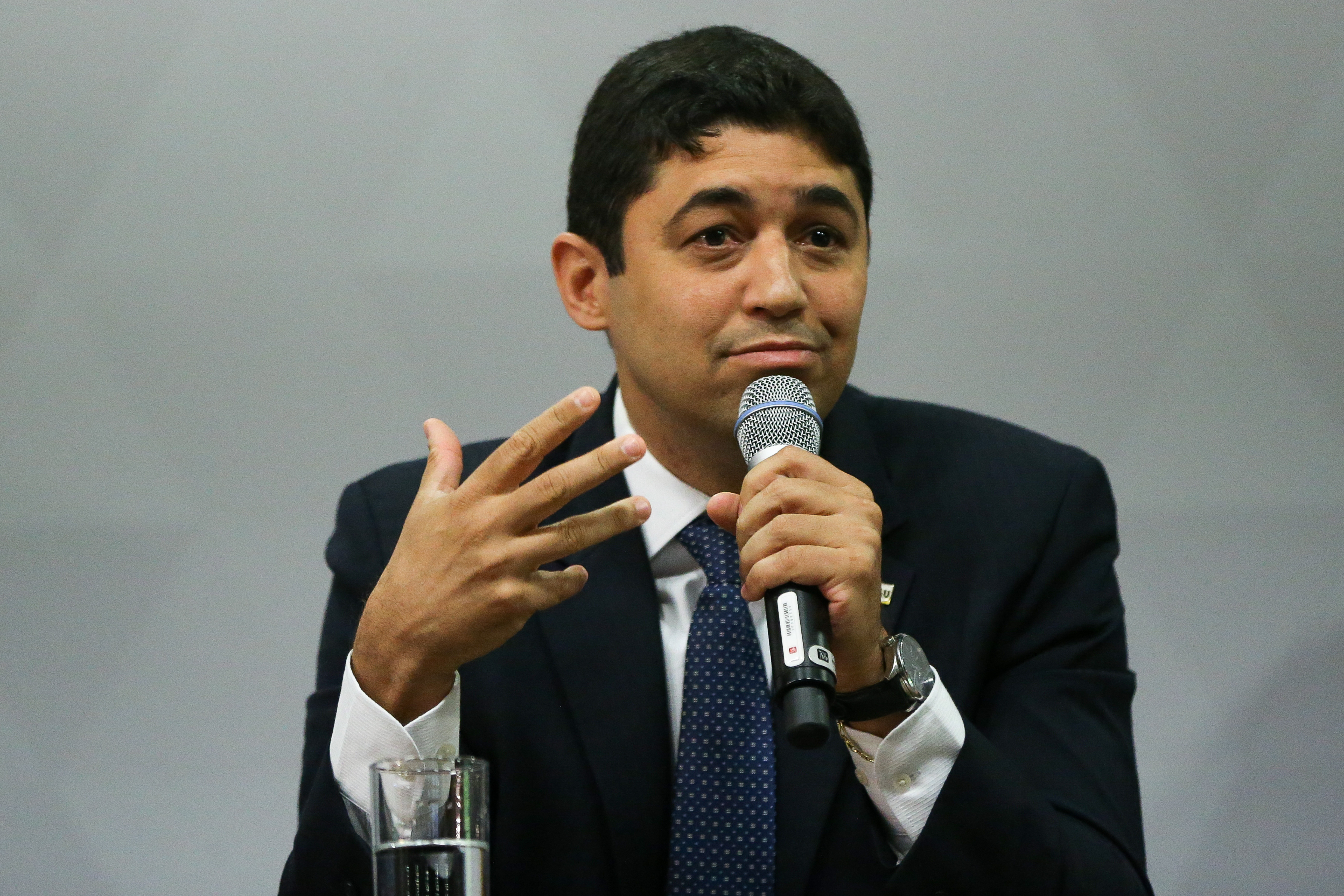
Ministro da Transparência e Controladoria-Geral da União, Wagner Rosário, durante lançamento da campanha Todos juntos contra a corrupção, no Conselho Nacional do Ministério Público.

Assumiu interinamente o cargo de ministro da Transparência, Fiscalização e Controladoria-Geral da União do Brasil em 31 de maio de 2017, com a exoneração do ministro Torquato Jardim, tornando-se o primeiro servidor de carreira do Ministério da Transparência e posteriormente sendo nomeado titular da pasta. Em 20 de novembro de 2018, o então presidente eleito Jair Bolsonaro anunciou que Rosário permaneceria no ministério. No cargo, o ministro teve atuação em operações conjuntas com a Polícia Federal, Ministérios Públicos (Federal e Estadual) e outros órgãos de defesa do Estado no combate à corrupção.
Em 7 de fevereiro de 2023, foi nomeado para o cargo de secretário da Controladoria Geral do Estado de São Paulo pelo governador Tarcísio de Freitas.